# Andrew Ranger

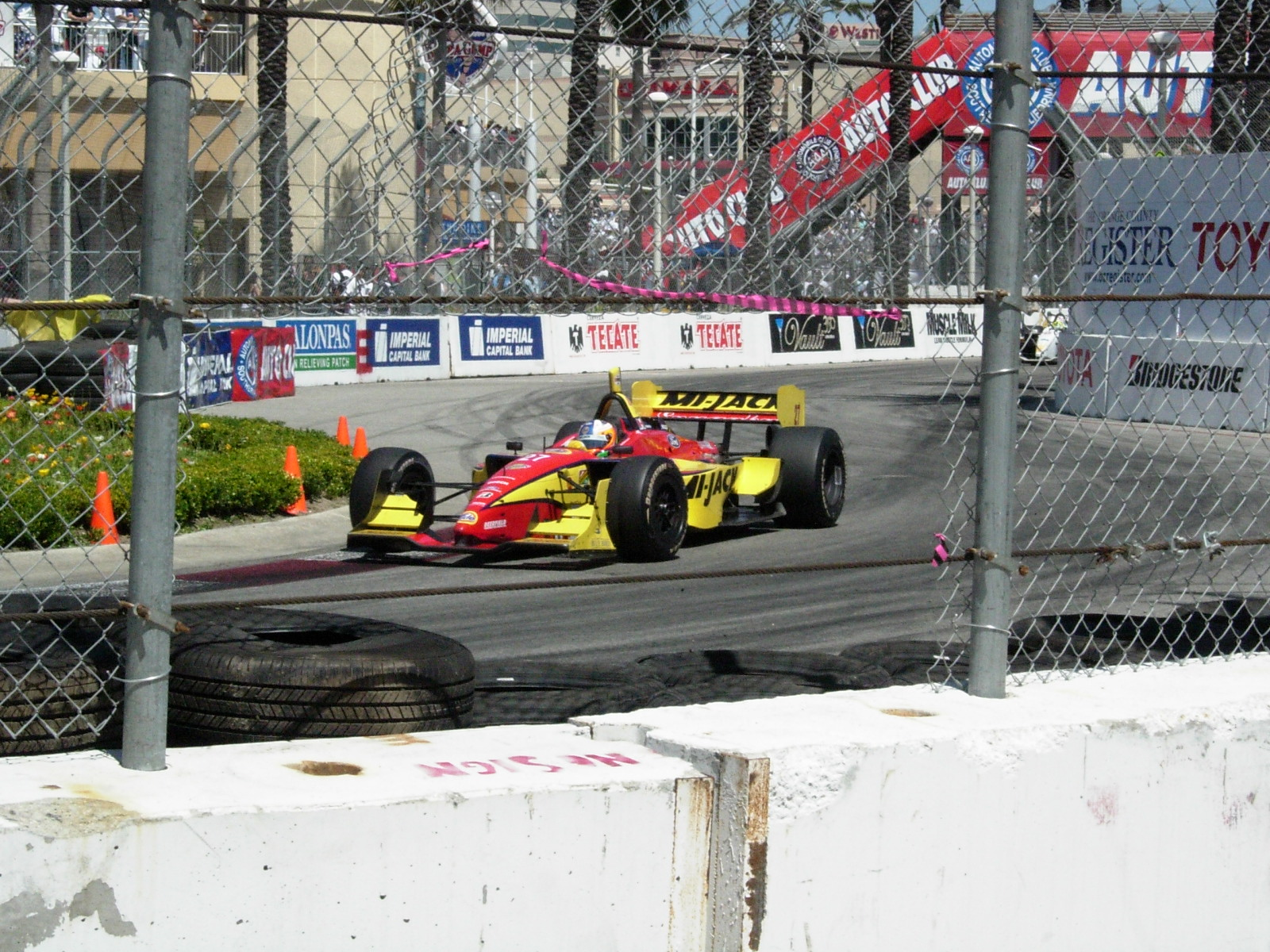
Andrew Ranger op Long Beach, 2005.

Andrew Ranger (Roxton Pond (Quebec), 20 november 1986) is een Canadees autocoureur.

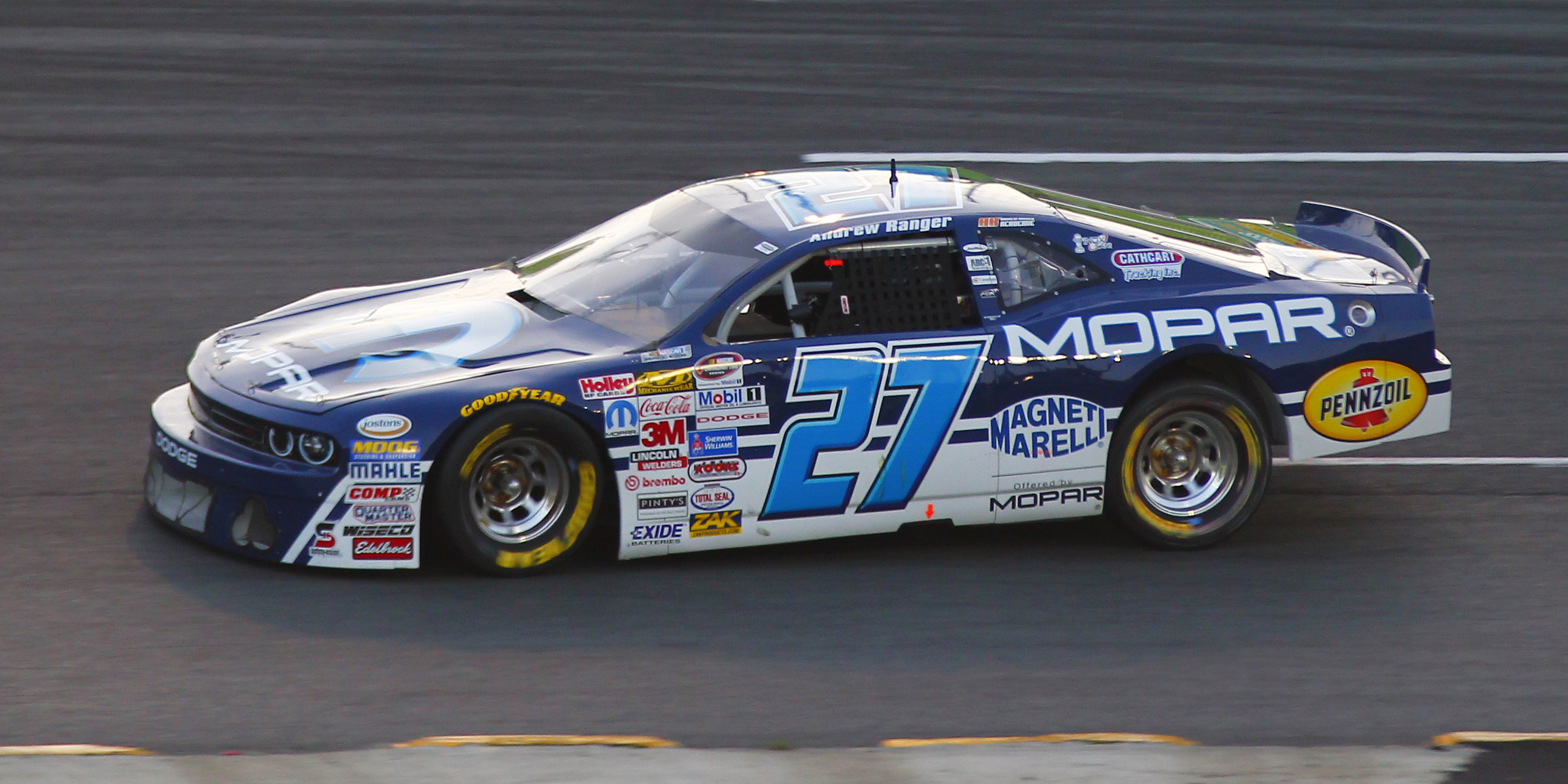
NASCAR Canadian Tire Series - Autodrome Chaudière 2015

## Carrière
Ranger reed in 2004 het Atlantic Championship en eindigde op de vierde plaats in het kampioenschap. In 2005 maakte hij de overstap naar de Champ Car en ging racen voor het Mi-Jack Conquest Racing team. Hij werd tweede in de race op het Mexicaanse stratencircuit van Monterrey en eindigde op de tiende plaats in het kampioenschap. In 2006 bleef hij voor hetzelfde team rijden, maar haalde dat jaar geen podiumplaats. Hij eindigde voor het tweede jaar op rij op de tiende plaats in de eindstand. In 2007 reed hij in de NASCAR Canadian Tire Series. Hij won de race op Mosport Park en won het kampioenschap bij zijn eerste deelname. In 2008 won hij twee races in hetzelfde kampioenschap en eindigde op de vierde plaats in de eindstand. In 2009 rijdt hij het kampioenschap voor de derde keer en won vijf van de eerste negen races.